# Kocsis Károly (geográfus)
Kocsis Károly (Szolnok, 1960. július 2. –) Széchenyi-díjas magyar geográfus, a Magyar Tudományos Akadémia rendes tagja (2016).

## Pályafutása
Általános iskolába Jászladányban járt, majd a Jászapáti gimnáziumban érettségizett. 1984-ben végzett a Kossuth Lajos Tudományegyetemen földrajz-biológia szakos tanárként, majd az MTA Földrajztudományi Kutatóintézetében (ma: MTA Csillagászati és Földtudományi Kutatóközpont Földrajztudományi Intézete) kezdett dolgozni. 1988-ban egyetemi doktori, 1993-ban a földrajztudományok kandidátusa (CSc) fokozatot szerzett, majd 1999-től a Miskolci Egyetem tanára lett. 2000-től 2011-ig tanszékvezető, 2007-től a  Műszaki Földtudományi Kar Földrajz-Geoinformatika Intézetének igazgatója. Állását az MTA Földrajztudományi Intézetében is megtartotta, ahol 2010 óta tölti be az igazgatói tisztséget. 2002-ben szerezte meg a "nagydoktori" címét (DSc), 2010-ben az MTA levelező tagjának, majd 2016-ban rendes tagjává választotta.
Elnöke a Magyarország Nemzeti Atlasza szerkesztőbizottságának, az MTA Magyar Tudományosság Külföldön elnöki bizottság elnöke (a határon túli MTA-tagok "gondnoka"), a Magyar-Szerb Akadémiai Vegyes Bizottság magyar tagozatának elnöke, a Magyar Földrajzi Társaság, Magyar Nyelv és Kultúra Nemzetközi Társasága, az OTKA tagja, a Szerb Földrajzi Társaság tiszteleti tagja. A 2023-mal kezdődő hároméves ciklusra a Miskolci Akadémiai Bizottság elnökévé választották.
Szakterülete általánosságban az etnikai-, vallás- és politikai földrajz. Munkássága – elsősorban a Kárpát-medencei magyar kisebbségek földrajzával kapcsolatos publikációi és térképei – iránt a rendszerváltást követően ugrásszerűen megnőtt az érdeklődés mind a külföld, mind a hazai politika és a tudományos élet részéről. A határon túli magyar kisebbségeken kívül a Kárpát-medencei (és részben balkáni) romák etnikai térszerkezetével, annak közelmúltbeli változásaival is foglalkozik.
Felesége Hodosi Eszter pedagógus, mindhárom gyermeke a BME-n végzett.

## Művei
- Az etnikai alapú területi autonómiák múltja és jelene a Kárpát-medencében. Székfoglaló előadások a Magyar Tudományos Akadémián. 2017

## Díjai
- 1990 Pro Geographia (MFT)
- 1991 Szádeczky–Kardoss Elemér-díj (MTA X. osztály)
- 1993 MTA Ifjúsági Díj
- 2002 Bolyai János elismerő oklevél (MTA)
- 2006 Akadémiai Díj (MTA)
- 2014 Akadémiai Jutalomérem (MTA)
- 2016 Magyar Érdemrend tisztikeresztje
- 2023 Széchenyi-díj